# Tinea coracopis
Tinea coracopis är en fjärilsart som beskrevs av Edward Meyrick 1909. Tinea coracopis ingår i släktet Tinea och familjen äkta malar.
Artens utbredningsområde är Peru. Inga underarter finns listade i Catalogue of Life.